# Henry H. Holt
Henry Hobart Holt (* 27. März 1831 in Camden, Oneida County, New York; † 23. August 1898 in Muskegon, Michigan) war ein US-amerikanischer Politiker. Zwischen 1873 und 1877 war er Vizegouverneur des Bundesstaates Michigan.

## Werdegang
Henry Holt erhielt eine akademische Ausbildung. Nach einem anschließenden Jurastudium am Union Law College in Ohio und seiner 1857 erfolgten Zulassung als Rechtsanwalt begann er ab 1858 in Muskegon in diesem Beruf zu arbeiten. Dort bekleidete er mehrere lokale Ämter. Außerdem war er vier Jahre lang als Bezirksstaatsanwalt im Muskegon County tätig. Politisch schloss er sich der Republikanischen Partei an. Im Jahr 1867 sowie von 1869 bis 1872 saß er als Abgeordneter im Repräsentantenhaus von Michigan. Dabei war er Vorsitzender des Committee on Ways and Means. 1867 nahm er als Delegierter an einem Verfassungskonvent seines Staates teil.
Im Jahr 1872 wurde Holt an der Seite von John J. Bagley zum Vizegouverneur von Michigan gewählt. Dieses Amt bekleidete er zwischen 1873 und 1877. Dabei war er Stellvertreter des Gouverneurs und Vorsitzender des Staatssenats. Nach seiner Zeit als Vizegouverneur praktizierte er wieder als Anwalt. Zwischenzeitlich bereiste er Europa und den Nahen Osten. Im Jahr 1887 verfasste er eine historische Abhandlung über die Stadt Muskegon. Er starb am 23. August 1898.